# Federazione di rugby a 15 di Mauritius
L'Unione di Rugby di Mauritius (inglese: Rugby Union Mauritius) è il corpo che governa il rugby a 15 di Mauritius.
La RUM è stata fondata nel 1998 e si è unita all'International Rugby Board nello stesso anno.